# Vladimir Kourassov
Vladimir Vassilievitch Kourassov (en russe : Владимир Васильевич Курасов), né le 7 juillet 1897[réf. nécessaire] et mort le 30 novembre 1973, est un officier général soviétique.

## Biographie

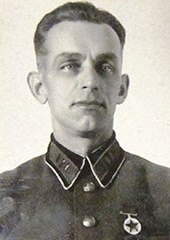
Vladimir Kourassov.

Vladimir Kurasov est né le 19 juillet 1897[réf. nécessaire] à Saint-Pétersbourg, son père est employé de bureau. Il est diplômé d'une école technique et devient ouvrier. En 1915 il s'engage dans l'armée impériale russe pendant la Première Guerre mondiale. Il sert sur le front occidental comme commandant de peloton.
En 1918, il rejoint l'armée rouge. Durant la guerre civile russe il commande une compagnie d'infanterie et prend la défense de Petrograd contre les troupes de l'Armée blanche du Front Nord-Ouest dirigée par le général Nikolaï Ioudenitch. En 1921, il est diplômé de l'Institut Pédagogique Militaire. De 1921 à 1929, il commande une compagnie d'entraînement à Petrograd. Il devient membre du Parti communiste soviétique en 1928.
En 1932, il est diplômé de l'Académie militaire Frounze. En 1932 il sert au quartier général du district militaire de Biélorussie. En 1935 il devient chef de l'état-major du 16e corps d'infanterie. De 1936 à 1938, il étudie à l'Académie de l'état-major général. En 1940 il devient chef de département du département opérationnel de l'état-major soviétique.
Au début de la Seconde Guerre mondiale, il est colonel et travaille à l'état-major général. Il est promu major général le 28 octobre 1941. Le 25 décembre 1941 il est nommé chef d'état-major de la 4e armée de choc et le 22 janvier 1942 l'armée combat sur le Front de Kalinine. De janvier à février 1942 elle participe à la bataille de Moscou. Il est promu au grade de lieutenant général le 21 mai 1942. En avril 1943 il devint chef d'état-major du Front de Kalinine. Il organise la stratégie durant la bataille de Smolensk (1943). Il participe à des opérations stratégiques en Biélorussie en 1944. Il a été promu colonel général le 28 juin 1944. En février 1945 il est nommé chef de cabinet du groupe nord troisième front de la Baltique.
En juin 1945, il est nommé chef d'état-major de l'administration militaire soviétique en Allemagne. De 1946 à 1949, il sert comme commandant en chef du groupe central des forces en Autriche. Il est promu général de l'armée le 12 novembre 1948. En avril 1968 il est nommé inspecteur-conseiller militaire au sein du groupe des inspecteurs généraux du ministère soviétique de la Défense. Il meurt le 30 novembre 1973 à Moscou et est enterré au cimetière de Novodevitchi.